# Загорське (Німанський район)
Загорське (рос. Загорское) — селище Німанського району, Калінінградської області Росії. Входить до складу Жилінського сільського поселення.
Населення —  46 осіб (2015 рік). 